# Jan Rot
Jan Rot (né le 25 décembre 1957 à Makassar, en Indonésie, et décédé le 22 avril 2022 à Rotterdam, aux Pays-Bas) est un producteur, parolier, chanteur, compositeur et chroniqueur néerlandais. Il devient musicien en 1978, mais ne réussit pas à percer. Il travaille pour plusieurs médias et participe à des tournées théâtrales. Dans les années qui suivent 2000, il devient traducteur de succès d'autres artistes et enregistreur d'œuvres célèbres de musique classique.

## Biographie

### Jeunesse
Rot est le fils d'un médecin missionnaire. Il est né en 1957 en Indonésie à l'hôpital missionnaire Labuang Badji à Makassar, sur l'île de Sulawesi (alors Célèbes). Son père l'assiste à la naissance. En 1969, la famille se rend aux Pays-Bas. Rot fait sa première classe au Eerste Christelijk Lyceum de Haarlem, et déménage à Zuidwolde, dans la province de Drenthe, en 1971. Il passe par le Menso Alting College à Hoogeveen, et est également actif au Scala Centre for the Arts. En 1976, Rot étudie la langue et la littérature néerlandaises à l'université de Groningue pendant quelques semaines, puis il part vivre avec des amis dans une ferme à Zuidhorn, où il écrit des chansons. Rot trouve un emploi à Usva, où il apprend à coordonner la musique et la programmation. Il commence également à travailler comme pianiste remplaçant pour des groupes. 

### Carrière
Rot fait ses premiers pas dans la musique en mars 1976, lorsqu'il devient claviériste du groupe de blues Drenthe de Hollandscheveld. En 1978, il poursuit sa carrière musicale en tant que chanteur et auteur-compositeur de ses groupes Streetbeats et Ratata. En 1982, il décide de se lancer en solo. Avec un répertoire de nouveautés greffé sur les premières chansons pop, il sort l'album Single. Outre son statut d'artiste solo, le titre fait référence à la conviction de Rot que chaque chanson de l'album devrait, en principe, pouvoir être un tube. Les singles Counting Sheep et Bobby, Roger and Eileen extraits de l'album semblent répondre à cette ambition, mais restent bloqués dans le classement Tipparade, tout comme trois chansons ultérieures. En plus de ses performances en tant que chanteur, Rot écrit un roman et devient chroniqueur pour le journal musical OOR.
En 1990, il fait volte-face en tant qu'auteur-compositeur en passant de l'anglais au néerlandais. Il se décrit, avec une certaine ironie, comme un mélange de Pierre Kartner et des Tröckener Kecks. L'album Hoop en Liefde est le premier résultat de ce choix, et il vaut à Rot des acclamations, mais peu de succès commercial. Cependant, des artistes tels que Jacques Herb et Anneke Grönloh ajouteront des chansons de Rot à leur répertoire.

### Vie personnelle
Il épouse la photographe et écrivaine Daan de Launay en mai 2001 et a quatre enfants (« les Rotjes ») avec elle entre 2002 et 2011.
En avril 2021, Rot est gravement malade en raison d'une tumeur aux intestins. Le 31 juillet 2021, il annonce être atteint d'une maladie incurable malgré l'ablation de la tumeur en raison de métastases, et tient depuis lors une chronique dans l'Algemeen Dagblad sur la vie avec le cancer. Il décède le 22 avril 2022.
Dans l'émission Volle Zalen, diffusée par AvroTros en mars 2022, il parle au présentateur Cornald Maas de toute l'attention (médiatique) qu'il a reçue depuis qu'il a rendu sa maladie publique : « Si vous tombez simplement, vous n'en faites rien. Maintenant, il y a une telle tempête de chaleur ». Auparavant, le chanteur avait déclaré qu'il estimait que ses « chefs-d'œuvre » devaient rester dans la postérité une fois qu'il serait parti. Par la suite, il ne pense plus ainsi : « Mes chefs-d'œuvre, ce sont mes quatre enfants, surtout grâce à ma femme Daan ». 